# ハビエル・エルナンデス・カレーラ
ハビエル・"ハビ"・エルナンデス・カレーラ（Javier “Javi” Hernández Carrera、1998年5月2日 - ）は、スペイン・アンダルシア州ヘレス・デ・ラ・フロンテーラ出身のサッカー選手。カディスCF所属。ポジションはDF。

## クラブ経歴
アンダルシア州のヘレス・デ・ラ・フロンテーラに生まれ、2013年にセビージャFCからレアル・マドリードのカンテラに入団した。Bチーム昇格前の2017-18シーズンにセグンダB所属のCDエル・エヒドにレンタル移籍し、翌シーズンはレアル・オビエドに再びレンタルされ、レンタルバック後にレアル・マドリード・カスティージャのメンバーに登録された。
2020年9月28日、レアル・マドリードのトップチーム昇格は叶わず、同じくマドリード州に拠点を置くCDレガネスに4年契約で完全移籍した。レガネスでレギュラーとして2シーズンプレーした後の2022年8月29日、プリメーラ・ディビシオンに昇格したジローナFCに1シーズンの契約でレンタル移籍をした。
2023年7月5日、2023-24シーズンはカディスCFへレンタル移籍することが決定した。